# Tung Pi-wu
Tung Pi-wu (čínsky pchin-jinem Dǒng Bìwǔ, znaky 董必武; 5. března 1886 — 4. dubna 1975) byl čínský komunistický politik, od 30. do 70. let člen vedení Komunistické strany Číny. Do politiky se zapojil od roku 1911, kdy vstoupil do Čínské aliance, později se stal členem  Kuomintangu a roku 1921 patřil k zakládajícím členům Komunistické strany Číny. V komunistické straně se od začátku 30. let věnoval právním otázkám, během druhé jednotné fronty s Čou En-lajem a dalšími udržoval kontakty mezi komunistickou stranou a Kuomintangem. Od roku 1945 do konce života byl členem politbyra ÚV KS Číny, po založení Čínské lidové republiky zastával úřady místopředsedy vlády (1949–1954), předsedy nejvyššího soudu (1954–1959), tajemníka ústřední kontrolní komise KS Číny (1955–1968), místopředsedy Čínské lidové republiky (1959–1975) a po sesazení předsedy ČLR Liou Šao-čchiho roku 1968 vykonával do roku 1975 funkci úřadující hlavy státu.

## Život

### Mládí a počátky politické kariéry v Kuomintagu a komunistické straně
Tung Pi-wu se narodil v okrese Chuang-an na východě provincie Chu-pej v rodině statkáře. Získal klasické vzdělání, studoval i na moderní střední škole, krátce vyučoval. V roce 1911 se připojil k Čínské alianci, tajné protičchingské společnosti, a zúčastnil se povstání ve Wu-čchangu. V roce 1913 pak odjel do Japonska studovat práva na Japonské univerzitě v Tokiu. Během pobytu v Japonsku vstoupil do nově vzniklé Sunjatsenovy Čínské revoluční strany, z níž se později stal Kuomintang. V roce 1915 se na příkaz Kuomintangu vrátil do Číny, aby organizoval odpor proti režimu Jüan Š’-kchaje v rodném Chu-peji, kvůli čemuž skončil na šest měsíců ve vězení. Po propuštění se vrátil do Japonska, aby dokončil studia práv. V letech 1917–1918 působil v nižší funkci v provinční administrativě v Chu-peji.
Poté odešel do Šanghaje, kde se prostřednictvím skupiny komunistických intelektuálů soustředěných kolem Li Chan-ťüna poprvé seznámil s marxismem. Po návratu do Chu-peje roku 1920 založil ve Wu-chanu střední školu a také místní komunistickou organizaci a (společně s Čchen Tchan-čchiouem) se jako její reprezentant v roce 1921 zúčastnil zakládajícího I. sjezdu Komunistické strany Číny. Poté budoval provinční chupejskou organizaci KS Číny, současně pracoval i v Kuomintangu, roku 1924 odešel do Kantonu podílet se na organizaci jednotné fronty s komunisty, roku 1926 se dostal do vedení Kuomintangu, když byl zvolen kandidátem ústředního výkonného výboru.

### Od poloviny 20. do poloviny 40. let
S rostoucím napětím mezi Kuomintangem a KS Číny se však nakonec v létě 1927 rozhodl postavit na stranu komunistů. Působil ve wuchanské vládě kuomintangské levice. Po její porážce a po neúspěchu povstání v Nan-čchangu se musel ve Wu-chanu skrývat, proto prchl do Šanghaje a pak Japonska. Na osm měsíců se uchýlil do Kjóta a poté se vydal do Sovětského svazu. Tam v letech 1928–1931 navštěvoval Mezinárodní leninskou školu a moskevskou Sunjatsenovu univerzitu. Po návratu do Číny v roce 1932 odešel do centrální sovětské oblasti v provincii Ťiang-si, kde zastával funkci politického ředitele Akademie Rudé armády a ředitele ústřední stranické školy. Na II. všečínském sjezdu sovětů v lednu 1934 byl zvolen členem ústředního výkonného výboru Čínské sovětské republiky a prozatímním předsedou jejího nejvyššího soudu.
Účastnil se Dlouhého pochodu, po příchodu sovětské oblasti Šen-si-Kan-su-Ning-sia stanul v čele komise prošetřující čistky proti údajným kontrarevolucionářům prováděné dosavadním vedením oblasti. Řada obětí čistek byla osvobozena a rehabilitována, včetně Liou Č’-tana, zakladatele sovětské oblasti. Od podzimu 1935 opět stanul v čele ústřední stranické školy (do dubna 1937). V tomto období patřil k respektovaným komunistům starší generace, takzvaným „pěti starším z Jen-anu“, spolu s Lin Po-čchüem, Sü Tche-lim, Wu Jü-čangem a Sie Ťüe-cajem. Byl členem delegace KS Číny (vedené Čou En-lajem), která jednala s kuomintangskými generály a Čankajškem během Sianského incidentu v prosinci 1936. Z 20. let i předešlého období až k roku 1911 si zachoval četné kontakty mezi kuomintangskými představiteli; zejména ve Wu-chanu a okolí byl široce známý. Vedení KS Číny toho využilo a po obnovení oficiálních styků komunistů s Kuomintangem byl – vždy usměvavý a přátelský – jedním z hlavních komunistických vyjednavačů. (vedle zejména Čou En-laje, který ve 20. letech navázal neméně široký okruh kontaktů). Od září 1937 vedl styčný úřad komunistické 8. pochodové armády v Si-anu. Roku 1938 působil ve Wu-chanu v jangc’ťiangském byru ÚV (v němž se podílel na organizaci strany na kuomintangských územích) a ve styčném úřadu udržujícím spojení s kuomintangskou vládou. Od července 1938 byl členem kuomintangské Národní politické rady (rada zasedala ve Wu-chanu, od října 1938 v Čchung-čchingu, od roku 1944 se neúčastnil její práce i když formálně zůstal jejím členem do roku 1947).
V listopadu 1938 byl přijat mezi členy ústředního výboru KS Číny (byl znovuzvolen na všech následujících sjezdech strany do konce svého života). Poté, co v červnu 1943 Čou En-laj odjel  z Čchung-čchingu do Jen-anu (kde sídlilo vedení KS Číny), převzal Tung Pi-wu vedení komunistické delegace v Čchung-čchingu (již předtím Čoua zastupoval a v případě jeho nemoci přebíral vedení delegace). Jako jediný komunista se zúčastnil zakládající konference Organizace spojených národů v San Franciscu roku 1945.

### Po roce 1945
Po VII. sjezdu KS Číny roku 1945 byl zvolen členem politbyra, kterým byl opětovně volen do konce života. V letech 1946–1947 se v delegaci KS Číny vedené Čou En-lajem účastnil neúspěšných jednání s Kuomintangem o mírovém urovnání vztahů. V březnu 1947 se vrátil do Jen-anu a v srpnu 1948 převzal funkci předsedy severočínské lidové vlády (do října 1949). Po zřízení Čínské lidové republiky v říjnu 1949 se stal členem její Ústřední lidové vlády a místopředsedou státní administrativní rady Ústřední lidové vlády (do září 1954), ve státní administrativní radě vedl politický a právní výbor. Předsedal Čínské společnosti pro politické vědy a právo (1953–1964). V říjnu 1954 byl jmenován předsedou Nejvyššího lidového soudu (do dubna 1959) a současně vykonával funkci místopředsedy Čínského lidového politického poradního shromáždění (1954–1959). V březnu 1955 byl zvolen tajemníkem ústřední kontrolní komise KS Číny (do 1968). V dubnu 1959 byl společně se Sung Čching-ling zvolen místopředsedou Čínské lidové republiky, po odovolání Liou Šao-čchiho z úřadu předsedy Čínské lidové republiky vykonával funkci úřadující hlavy státu.
Po X. sjezdu KS Číny roku 1973 byl zvolen členem stálého výboru politbyra. V lednu 1975 byly zrušeny úřady předsedy a místopředsedy ČLR, náhradou se stal místopředsedou stálého výboru Všečínského shromáždění lidových zástupců.
V dubnu 1975 zemřel, ve věku 89 let. Pohřben je na Papaošanském revolučním hřbitově v Pekingu. V oficiálním nekrologu byl popsán jako „jeden ze zakladatelů Komunistické strany Číny, velký marxista, vynikající proletářský revolucionář, otec-zakladatel Čínské lidové republiky“ a „zakladatel čínského socialistického právního systému“.
V roce 1991 byla na jednom z centrálních wuchanských náměstí, Chung-šan, vztyčena Tung Pi-wuova socha. Jeho rodný dům byl přeměněn v muzeum. Sbírky jeho osobních věcí jsou vystavovány v Chupejském provinčním muzeu ve Wu-chanu, samostatnou expozici má i v muzeu a pohřebišti obětí povstání Chuang-ma (1927) ve východochupejském okrese Chung-an.